# North by North Quahog
North by North Quahog, titulado (Atrapar al ladrón) en España y (Con la muerte en Quahog) en Latinoamérica es el primer episodio de la cuarta temporada de Padre de familia. Este capítulo marca el renacimiento de la serie después de los tres años de su cancelación en el 2002. El episodio fue dirigido por Peter Shin y escrito por el creador de serie Seth MacFarlane, el episodio fue por primera vez emitido el 1 de mayo de 2005, en el canal Fox, aunque este episodio se emitió 3 días antes del estreno en Fox en la Universidad de Vermont, Burlington. En el episodio, Peter y Lois tienen una segunda luna de miel por problemas en su matrimonio, pero al final son perseguidos por Mel Gibson después de que Peter robe la secuela de La Pasión de Cristo del cuarto del hotel de Gibson. Mientras tanto, Brian y Stewie cuidan a Chris y Meg. 
Padre de Familia había sido cancelada en 2002 debido a las bajas audiencias, pero revivió porque Fox permitió que fuera emitido en el bloque de Cartoon Network, llamado Adult Swim, siendo el programa más visto en este bloque, junto con las grandes ventas de los DVDs de la serie (casi tres millones). Gran parte del capítulo y muchos de los aspectos técnicos del episodio, así como el título, son parodia de la película de Alfred Hitchcock de 1959 llamada North by Northwest; además, el episodio usa la música de Bernard Herrmann que se usó en la película. Nada más comenzar el episodio Peter dice por orden de emisión veintinueve series con las que Fox intentó sustituir a Padre de Familia. Tras ello, Peter dice «supongo que si todos esos programas fallan a lo mejor nos reponen» como en realidad sucedió.
Las críticas al episodio fueron en su mayoría positivas; la crítica elogió sobre todo la secuencia de apertura del capítulo. El episodio fue visto por doce millones de personas y recibió la nominación al Premio Emmy para el mejor programa animado de menos de una hora. Además, ganó uno de los Premios Annie por la Dirección en una Producción Animada de televisión.

## Argumento
En la secuencia de apertura, Peter comunica a su familia que han sido cancelados y a continuación lista 29 series que fueron canceladas por FOX antes de retomar Padre de familia, afirmando que si todas esas series fracasan, a lo mejor vuelven a la televisión.
Cuando Peter y Lois se encuentran haciendo el amor, ésta grita el nombre de George Clooney. Peter se da cuenta de que Lois le imagina como Clooney para mantener su libido. Lois y Peter deciden irse de segunda luna de miel para avivar su matrimonio, y deja a sus hijos a cargo de Brian. Sin embargo, este es incapaz de controlarlos, por lo que Stewie se ofrece (a cambio de que le limpie los pañales) a controlar la casa junto a él. Posteriormente, ambos van a un baile en el instituto de Chris, el cual es pillado en un cuarto de baño consumiendo vodka perteneciente a su compañero de clase Jake Tucker. Aunque Brian y Stewie castigan a Chris, deciden limpiar su nombre. El padre de Jake, Tom se niega a creerles, por lo que recurren a dejar cocaína en la taquilla de Jake. Cuando se conoce el dato, Jake es obligado a hacer servicios comunitarios
Durante el camino a su lugar de vacaciones, Peter lee un cómic de Jughead mientras conduce (Lois está echando una siesta) y termina estrellando el coche contra un árbol. Se ven obligados a usar el dinero del viaje en el arreglo del coche, pero cuando están a punto de regresar, Peter se da cuenta de que el actor y director Mel Gibson dispone de una habitación privada en un lujoso hotel que apenas usa. Al llegar al hotel, Peter se hace pasar por Mel Gibson para poder acceder a la habitación de este. Una vez ahí, Lois y Peter deciden volver a tener sexo, pero cuando Lois grita el nombre de Gibson, Peter decide volver a casa. Cuando están a punto de irse, Peter descubre por accidente una sala de cine privada con una secuela de La Pasión de Cristo titulada La Pasión de Cristo 2: Crucifícalo. Para evitar al mundo «... dos horas de tortura», Peter roba la película. Sin embargo, cuando los dos están a punto de salir del hotel, son sorprendidos por dos socios de Gibson vestidos como curas que buscaban la película.
Peter y Lois son perseguidos por los curas en su respectivo coche, Peter decide despistarlos metiéndose con el coche en un centro comercial, despistando a los curas y escapando a un maizal donde Peter entierra la película. Mientras lo hace, los curas aparecen en un avión y secuestran a Lois. Peter recibe entonces un mensaje que le amenaza con devolver la película a Gibson en su casa del Monte Rushmore, o de lo contrario su mujer morirá. Peter llega a la casa y le da a Gibson la caja de la cinta. Mientras Peter y Lois escapan, Gibson descubre que la caja tiene heces de perro en su interior, por lo que sale en búsqueda de la pareja. Mientras huyen, Lois resbala pero se agarra a los labios de George Washington. Peter la agarra, pero en el mismo momento Gibson les apunta con una pistola. Peter le cuenta a Gibson que la película está en la boca del «Presidente Rushmore» y le señala la otra punta del monumento. Gibson sigue las direcciones de Peter, y termina caminando por delante del borde (ya que según Peter, «los cristianos no creen en la gravedad»), cayendo al vacío mientras Peter y Lois se ponen a salvo. Tras escalar a lo alto de la montaña, los dos mantienen relaciones sexuales en la cabeza de George Washington, mejorando su matrimonio.

## Producción y desarrollo
En 2002, Padre de Familia fue cancelada después de tres temporadas debido a las malas audiencias. El programa fue cancelado por primera vez tras la temporada 1999—2000, pero después de un cambio de última hora, la serie renovó para una tercera temporada en 2001. Fox trató de vender los derechos a distintas cadenas para que emitieran la serie, pero encontrar cadenas interesadas fue un trabajo duro; Cartoon Network finalmente compró los derechos, «[...] básicamente gratis», según el presidente de 20th Century Fox Television. Cuando se emitía en el bloque de programación Adult Swim en el 2003, Padre de Familia fue el programa dirigido para adultos más visto en el bloque con un promedio de 1,9 millones de espectadores. Padre de familia seguía obteniendo altas audiencias en Adult Swim, por lo que se lanzó la primera temporada en DVD. Las ventas fueron un éxito, y se vendieron 2,2 millones de copias, convirtiéndose en el DVD más vendido en el 2003 siendo el DVD sobre una serie de televisión mejor vendido en dicho año y el segundo DVD más vendido en toda la historia, solo por detrás de la primera temporada de la serie de Comedy Central Chappelle's Show. Cuando se lanzó la segunda temporada en DVD vendió más de 1 millón de copias. La popularidad de la serie tanto en ventas de DVD como en audiencias llevó a Fox a producir una nueva temporada. La popularidad del programa, tanto en las ventas de los DVD y las reposiciones de los capítulos reavivaron el interés de Fox en la serie. La cadena ordenó 35 nuevos episodios en 2004, haciendo que Padre de familia fuera la primera serie de la historia que se volviera a emitir basándose en las ventas de los DVD. El presidente de Fox Gail Berman dijo que fue una decisión difícil cancelar la serie, y por lo tanto estaba contento de que volviera. La cadena también inició la producción de una película basada en la serie.

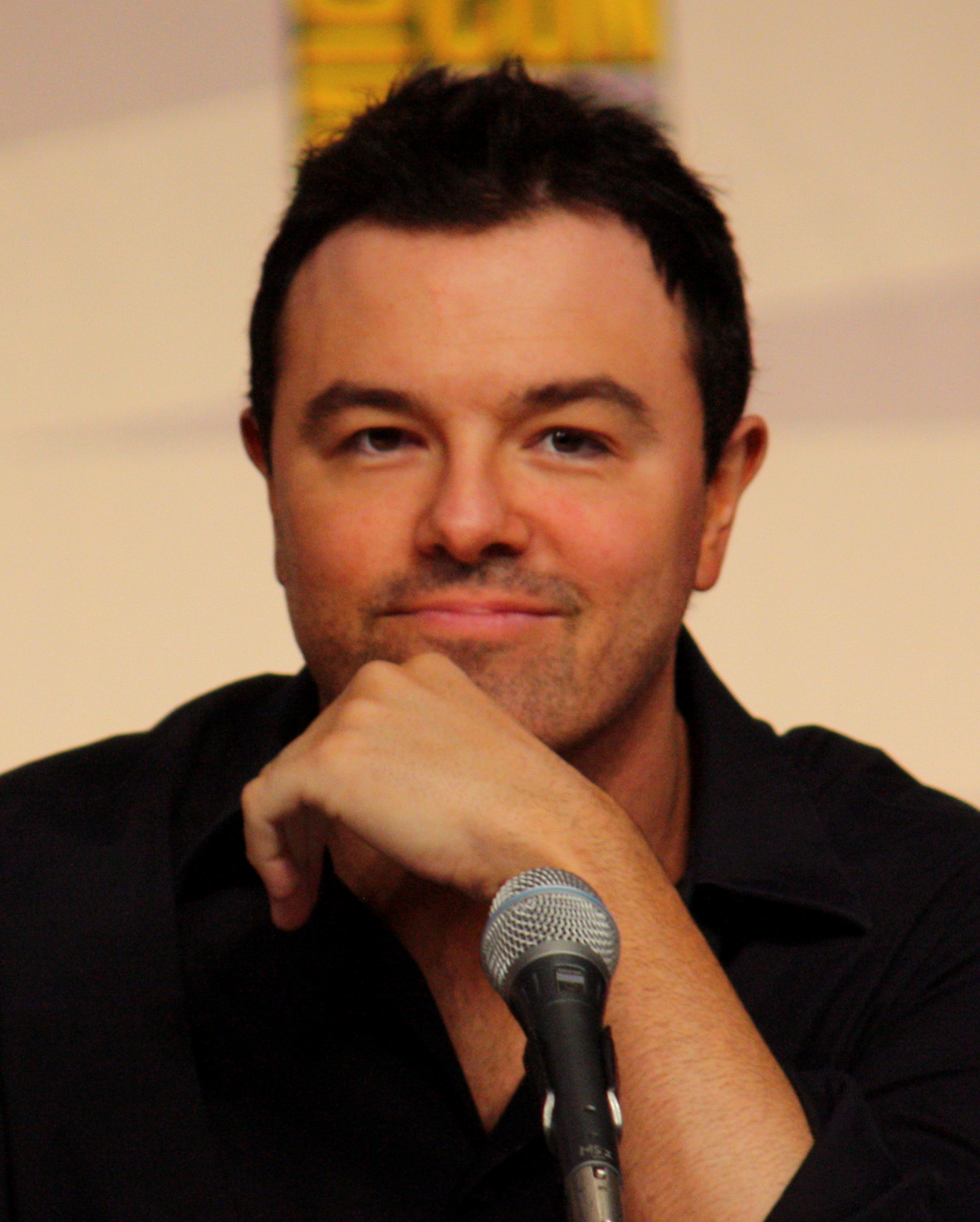
El creador Seth MacFarlane escribió el episodio.

«North by North Quahog» fue el primer episodio en emitirse después de la cancelación de la serie. Fue escrito por MacFarlane y dirigido por Peter Shin. MacFarlane cree que el parón de tres años en la serie fue beneficioso porque las series animadas normalmente no los tienen, y hacia el final de sus temporadas «...ves un montón más de chistes sexuales, chistes de funciones corporales y signos de que los guionistas están cansados y sus cerebros fritos». Con "North by North Quahog", el equipo intentó mantener el programa «tal y como era» antes de su cancelación, y no «tener el deseo de hacer demasiados chistes sofisticados». Walter Murphy, quien había compuesto las melodías para la serie antes de su cancelación, volvió para componer la música para "North by North Quahog". Murphy y su orquesta grabaron un arreglo de la banda sonora de la película de Bernard Herrmann North by Northwest, película referenciada múltiples veces en el episodio.
Fox había ordenado cinco guiones al final de la tercera temporada; esos episodios se produjeron pero no se emitieron. Uno de esos guiones fue adaptado para «North by North Quahog». El guion original incluía al personaje de Star Wars Boba Fett, y al posterior actor, guionista y productor Aaron Spelling, pero el lanzamiento de la película La Pasión de Cristo inspiró a los guionistas a incluir a Mel Gibson en el episodio. Se escribieron gran cantidad de finales, incluyendo uno en el cual La Muerte va a buscar a Gibson. Durante la producción, se lanzó un episodio de South Park llamado "The Passion of the Jew" que también incluía a Gibson. Esto hizo a los guionistas detenerse, por temor a las acusaciones de que «[...] les hubiéramos estafado».
Tres días antes de que el episodio fuera emitido en televisión, fue proyectado en la Universidad de Vermont (UVM) en Burlington acompañado de una sesión de preguntas y respuestas de una hora con MacFarlane. A la proyección asistieron 1700 personas. Como promoción de la serie, y, como Newman describió, «expandir el interés en la serie más allá de sus seguidores más accérrimos», Fox organizó cuatro actuaciones de Family Guy Live!, que incluyó al elenco de la serie leyendo el guion de un episodio al público presente, donde también se incluyó a North by North Quahog. Además, el elenco cantó unos temas del disco Family Guy: Live in Vegas. En 2004, los actores realizaron un acto público en el Festival Cómico de Montreal. De la misma manera, han actuado en Los Ángeles y Nueva York, agotando las localidades ante un público de 1.200 personas.

## Referencias culturales

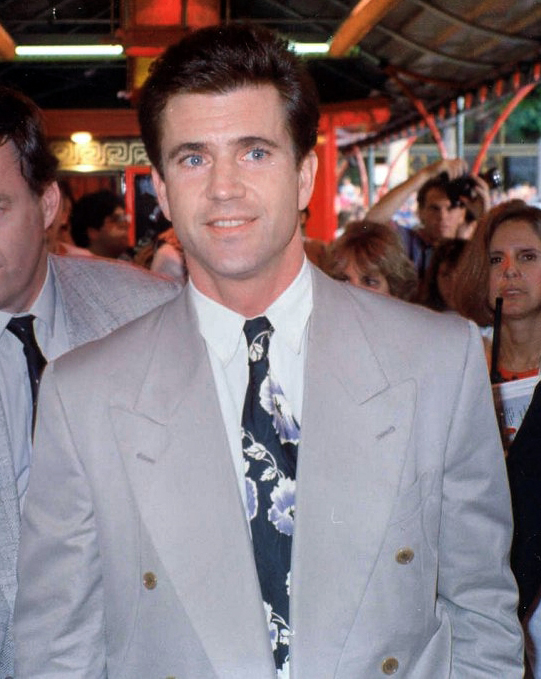
El actor Mel Gibson aparece frecuentemente en el episodio.